# NGC 3126
NGC 3126 é uma galáxia espiral (Sb) localizada na direcção da constelação de Leo Minor. Possui uma declinação de +31° 51' 49" e uma ascensão recta de 10 horas, 08 minutos e 20,6 segundos.
A galáxia NGC 3126 foi descoberta em 30 de Abril de 1864 por Heinrich Louis d'Arrest.